# Lupinus elmeri
Lupinus elmeri là một loài thực vật có hoa trong họ Đậu. Loài này được Greene miêu tả khoa học đầu tiên.